# Resinera
Resinera es una aldea española situada entre los municipios de Cotillas y Villaverde de Guadalimar, en la provincia de Albacete, dentro de la comunidad autónoma de Castilla-La Mancha.

## Población
En 2017 contaba con 39 habitantes según las cifras oficiales del INE, 13 en Cotillas y 26 en Villaverde de Guadalimar.

## Origen del nombre
El nombre se deriva de las antiguas instalaciones, hoy en desuso, de las sucesivas industrias que explotaban la resina de los pinos de estos parajes.

## Gastronomía
- Gachamiga.